# Etapa provincial del Cusco 2022
La Etapa Provincial del Cusco 2022 es un torneo de futbol que se inició el 14 de mayo del 2022 con la presencia de 16 equipos, que resultaron campeón y subcampeón de la etapa distrital de la Copa Perú en los 8 distritos de la provincia del Cusco.

## Formato
El torneo contará con la presencia de 16 equipos divididos en 4 grupos donde jugaran todos contra todos. Los dos primeros de cada grupo pasaran a cuartos de final, luego a semifinal y a la final para determinar al campeón y subcampeón que representaran a la provincia del Cusco en la Etapa departamental del Cusco 2022.

## Equipos participantes
| Distrito      | Campeón                              | Subcampeón                   |
| ------------- | ------------------------------------ | ---------------------------- |
| Ccorca        | C. San Jorge de Ccorca               | C. Juventud Municipal Ccorca |
| Cusco         | Inkas FC - Ángeles Terribles Ladinos | Deportivo Garcilaso          |
| Poroy         | C. Mariscal Gamarra                  | EF Corazón de León           |
| San Jerónimo  | CD Pluma de Oro                      | D. San Jerónimo              |
| San Sebastián | Deportivo Volcán                     | CD Patrón San Sebastián      |
| Santiago      | Almudena FC                          | C. Deportivo Olymphus        |
| Saylla        | CD Ramon Castilla                    | Los Chankas FC               |
| Wanchaq       | Juventud Progreso                    | Martin García                |

## Primera etapa - Fase de grupos

### Grupo A
| FECHA      | Equipo 1                             |   | Equipo 2                             |   | Estadio                 |
| ---------- | ------------------------------------ | - | ------------------------------------ | - | ----------------------- |
| 14/05/2022 | Inkas FC - Ángeles Terribles Ladinos | 6 | Deportivo Volcán                     | 0 | Estadio Cajonahuaylla   |
| 14/05/2022 | Martin García                        | 1 | C. Deportivo Olymphus                | 1 | Est. José Santos Tamayo |
| 18/05/2022 | Inkas FC - Ángeles Terribles Ladinos | 9 | C. Deportivo Olymphus                | 0 | Estadio Cajonahuaylla   |
| 19/05/2022 | Deportivo Volcán                     | 2 | Martin García                        | 2 | Est. Diego Quispe Ttito |
| 21/05/2022 | Inkas FC - Ángeles Terribles Ladinos | 6 | Martin García                        | 0 | Estadio Cajonahuaylla   |
| 22/05/2022 | C. Deportivo Olymphus                | 3 | Deportivo Volcán                     | 2 | Est. Ccoripata          |
| 26/05/2022 | Deportivo Volcán                     | 1 | Inkas FC - Ángeles Terribles Ladinos | 4 | Est. Diego Quispe Ttito |
| 26/05/2022 | C. Deportivo Olymphus                | 0 | Martin García                        | 2 |                         |
| 28/05/2022 | Martin García                        | 1 | Deportivo Volcán                     | 1 | Est. José Santos Tamayo |
| 28/05/2022 | C. Deportivo Olymphus                | 0 | Inkas FC - Ángeles Terribles Ladinos | 6 | Est. José Santos Tamayo |
| 02/05/2022 | Martin García                        | 2 | Inkas FC - Ángeles Terribles Ladinos | 7 | Est. José Santos Tamayo |
| 02/05/2022 | Deportivo Volcán                     | 3 | C. Deportivo Olymphus                | 1 | Est. Diego Quispe Ttito |

#### Tabla de posiciones GRUPO A
| Pos. | Equipo        | Pts. | PJ | PG | PE | PP | GF | GC | Dif. |
| ---- | ------------- | ---- | -- | -- | -- | -- | -- | -- | ---- |
| 1.º  | Inkas FC      | 18   | 6  | 6  | 0  | 0  | 38 | 3  | 35   |
| 2.º  | Martin García | 6    | 6  | 1  | 3  | 2  | 8  | 17 | −9   |
| 3.º  | Dep. Volcán   | 5    | 6  | 1  | 2  | 3  | 9  | 17 | −8   |
| 4.º  | Dep. Olymphus | 4    | 6  | 1  | 1  | 4  | 5  | 23 | −18  |

|  | Clasifica a cuartos de final. |

### Grupo B
| FECHA      | Equipo 1                     |   | Equipo 2                     |   | Estadio                 |
| ---------- | ---------------------------- | - | ---------------------------- | - | ----------------------- |
| 14/05/2022 | CD Pluma de Oro              | 3 | Almudena FC                  | 2 | Estadio Cajonahuaylla   |
| 15/05/2022 | CD Patrón San Sebastián      | 0 | C. Juventud Municipal Ccorca | 1 | Est. Diego Quispe Ttito |
| 18/05/2022 | CD Pluma de Oro              | 3 | C. Juventud Municipal Ccorca | 1 | Estadio Cajonahuaylla   |
| 18/05/2022 | Almudena FC                  | 8 | CD Patrón San Sebastián      | 0 | Est. Ccoripata          |
| 21/05/2022 | CD Pluma de Oro              | 4 | CD Patrón San Sebastián      | 0 | Estadio Cajonahuaylla   |
| 22/05/2022 | C. Juventud Municipal Ccorca | 0 | Almudena FC                  | 5 | Est. Municipal Ccorca   |
| 25/05/2022 | C. Juventud Municipal Ccorca | 2 | CD Patrón San Sebastián      | 0 | Est. Municipal Ccorca   |
| 26/05/2022 | Almudena FC                  | 1 | CD Pluma de Oro              | 0 |                         |
| 29/05/2022 | C. Juventud Municipal Ccorca | 0 | CD Pluma de Oro              | 1 | Est. Municipal de Poroy |
| 29/05/2022 | CD Patrón San Sebastián      | 0 | Almudena FC                  | 6 | Est. Diego Quispe Ttito |
| 01/02/2022 | CD Patrón San Sebastián      | 2 | CD Pluma de Oro              | 2 | Est. Diego Quispe Ttito |
| 01/02/2022 | Almudena FC                  | 4 | C. Juventud Municipal Ccorca | 2 | Est. Col. Garcilaso     |

#### Tabla de posiciones GRUPO B
| Pos. | Equipo             | Pts. | PJ | PG | PE | PP | GF | GC | Dif. |
| ---- | ------------------ | ---- | -- | -- | -- | -- | -- | -- | ---- |
| 1.º  | Almudena FC        | 15   | 6  | 5  | 0  | 1  | 26 | 5  | 21   |
| 2.º  | Pluma de Oro       | 13   | 6  | 4  | 1  | 1  | 13 | 6  | 7    |
| 3.º  | Juventud Municipal | 6    | 6  | 2  | 0  | 4  | 6  | 13 | −7   |
| 4.º  | P. San Sebastián   | 1    | 6  | 0  | 1  | 5  | 2  | 23 | −21  |

|  | Clasifica a cuartos de final. |

### Grupo C
| FECHA      | Equipo 1            |   | Equipo 2            |    | Estadio                  |
| ---------- | ------------------- | - | ------------------- | -- | ------------------------ |
| 15/05/2022 | Deportivo Garcilaso | 8 | CD Ramon Castilla   | 0  | Estadio Cajonahuaylla    |
| 15/05/2022 | C. Mariscal Gamarra | 1 | D. San Jerónimo     | 2  | Est. Municipal de Poroy  |
| 19/05/2022 | D. San Jerónimo     | 0 | Deportivo Garcilaso | 3  | Est. Mun. San Jerónimo   |
| 19/05/2022 | CD Ramon Castilla   | 2 | C. Mariscal Gamarra | 1  | Est. Municipal de Saylla |
| 22/05/2022 | Deportivo Garcilaso | 8 | C. Mariscal Gamarra | 0  | Est. Col. Garcilaso      |
| 22/05/2022 | D. San Jerónimo     | 3 | CD Ramon Castilla   | 2  | Est. Mun. San Jerónimo   |
| 25/05/2022 | D. San Jerónimo     | 3 | C. Mariscal Gamarra | 0  | Estadio Cajonahuaylla    |
| 26/05/2022 | CD Ramon Castilla   | 1 | Deportivo Garcilaso | 10 | Est. Mun. San Jerónimo   |
| 29/05/2022 | Deportivo Garcilaso | 8 | D. San Jerónimo     | 1  | Est. Col. Garcilaso      |
| 29/05/2022 | C. Mariscal Gamarra | 1 | CD Ramon Castilla   | 4  | Est. Municipal de Poroy  |
| 01/05/2022 | CD Ramon Castilla   | 1 | D. San Jerónimo     | 1  | Est. Municipal de Saylla |
| 02/05/2022 | C. Mariscal Gamarra | 0 | Deportivo Garcilaso | 1  | Est. Municipal de Poroy  |

#### Tabla de posiciones GRUPO C
| Pos. | Equipo              | Pts. | PJ | PG | PE | PP | GF | GC | Dif. |
| ---- | ------------------- | ---- | -- | -- | -- | -- | -- | -- | ---- |
| 1.º  | Deportivo Garcilaso | 18   | 6  | 6  | 0  | 0  | 38 | 2  | 36   |
| 2.º  | San Jerónimo        | 10   | 6  | 3  | 1  | 2  | 10 | 15 | −5   |
| 3.º  | CD Ramon Castilla   | 7    | 6  | 2  | 1  | 3  | 10 | 24 | −14  |
| 4.º  | Mcal. Gamarra       | 0    | 6  | 0  | 0  | 6  | 3  | 20 | −17  |

|  | Clasifica a cuartos de final. |

### Grupo D
| FECHA      | Equipo 1               |   | Equipo 2               |   | Estadio                  |
| ---------- | ---------------------- | - | ---------------------- | - | ------------------------ |
| 14/05/2021 | Juventud Progreso      | 2 | C. San Jorge de Ccorca | 0 | Est. José Santos Tamayo  |
| 15/05/2021 | Los Chankas FC         | 0 | EF Corazón de León     | 2 | Est. Municipal de Saylla |
| 18/05/2022 | C. San Jorge de Ccorca | 2 | Los Chankas FC         | 3 | Est. Municipal Ccorca    |
| 19/05/2022 | Juventud Progreso      | 3 | EF Corazón de León     | 3 | Est. José Santos Tamayo  |
| 21/05/2022 | Juventud Progreso      | 1 | Los Chankas FC         | 0 | Est. José Santos Tamayo  |
| 21/05/2022 | EF Corazón de León     | 1 | C. San Jorge de Ccorca | 1 | Est. Municipal de Poroy  |
| 25/05/2022 | C. San Jorge de Ccorca | 0 | Juventud Progreso      | 1 | Est. Municipal Ccorca    |
| 25/05/2022 | EF Corazón de León     | 0 | Los Chankas FC         | 0 | Est. Municipal de Poroy  |
| 31/05/2022 | EF Corazón de León     | 2 | Juventud Progreso      | 3 | Est. Municipal de Poroy  |
| 29/05/2022 | Los Chankas FC         | 4 | C. San Jorge de Ccorca | 2 | Est. Municipal de Saylla |
| 01/05/2022 | C. San Jorge de Ccorca | 2 | EF Corazón de León     | 4 | Est. Municipal Ccorca    |
| 02/05/2022 | Juventud Progreso      | 5 | Los Chankas FC         | 2 | Est. Municipal de Saylla |

#### Tabla de posiciones GRUPO D
| Pos. | Equipo            | Pts. | PJ | PG | PE | PP | GF | GC | Dif. |
| ---- | ----------------- | ---- | -- | -- | -- | -- | -- | -- | ---- |
| 1.º  | Juventud Progreso | 16   | 6  | 5  | 1  | 0  | 15 | 7  | 8    |
| 2.º  | Corazón de León   | 9    | 6  | 2  | 3  | 1  | 12 | 9  | 3    |
| 3.º  | Los Chankas FC    | 7    | 6  | 2  | 1  | 3  | 9  | 12 | −3   |
| 4.º  | San Jorge         | 1    | 6  | 0  | 1  | 5  | 7  | 15 | −8   |

|  | Clasifica a cuartos de final. |

## Segunda etapa - Cuartos de final
Partidos de ida
| Fecha     | Equipo 1           |   | Equipo 2                             |   | Estadio                 |
| --------- | ------------------ | - | ------------------------------------ | - | ----------------------- |
| 8/06/2022 | CD Pluma de Oro    | 3 | Juventud Progreso                    | 0 | Estadio Cajonahuaylla   |
| 9/06/2022 | EF Corazón de León | 1 | Almudena FC                          | 4 | Est. Municipal de Poroy |
| 9/06/2022 | Martin García      | 2 | Deportivo Garcilaso                  | 4 | Est. José Santos Tamayo |
| 9/06/2022 | D. San Jerónimo    | 1 | Inkas FC - Ángeles Terribles Ladinos | 9 | Estadio Cajonahuaylla   |

Partidos de Vuelta
| Fecha      | Equipo 1                             |   | Equipo 2           |   | Estadio                 |
| ---------- | ------------------------------------ | - | ------------------ | - | ----------------------- |
| 11/06/2022 | Juventud Progreso                    | 1 | CD Pluma de Oro    | 2 | Est. José Santos Tamayo |
| 12/06/2022 | Almudena FC                          | 6 | EF Corazón de León | 0 | Est. Ccoripata          |
| 12/06/2022 | Deportivo Garcilaso                  | 4 | Martin García      | 2 | Est. Col. Garcilaso     |
| 12/06/2022 | Inkas FC - Ángeles Terribles Ladinos | 8 | D. San Jerónimo    | 0 | Estadio Cajonahuaylla   |

## Tercera etapa - Semifinal
Partidos de Ida
| Fecha      | Equipo 1                             |   | Equipo 2            |   | Estadio           |
| ---------- | ------------------------------------ | - | ------------------- | - | ----------------- |
| 18/06/2022 | Almudena FC                          | 0 | CD Pluma de Oro     | 1 | Est. Ccoripata    |
| 19/06/2022 | Inkas FC - Ángeles Terribles Ladinos | 2 | Deportivo Garcilaso | 0 | Estadio Garcilaso |

Partidos de Vuelta
| Fecha      | Equipo 1            |   | Equipo 2                             |   | Estadio               | Obs         |
| ---------- | ------------------- | - | ------------------------------------ | - | --------------------- | ----------- |
| 25/06/2022 | CD Pluma de Oro     | 3 | Almudena FC                          | 1 | Estadio Cajonahuaylla |             |
| 26/06/2022 | Deportivo Garcilaso | 3 | Inkas FC - Ángeles Terribles Ladinos | 0 | Est. Col. Garcilaso   | Por reclamo |

## Cuarta etapa - Final
| Fecha      | Equipo 1        |   | Equipo 2            |   | Estadio               |
| ---------- | --------------- | - | ------------------- | - | --------------------- |
| 29/06/2022 | CD Pluma de Oro | 0 | Deportivo Garcilaso | 4 | Estadio Cajonahuaylla |